# Немировичі-Данченки

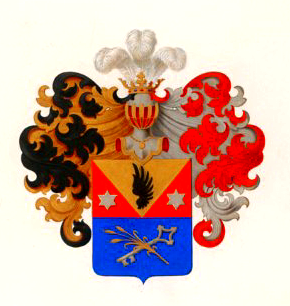
Герб

Немировичі-Данченки — козацько-старшинський, згодом — дворянський рід, що походить, імовірно, від козака Данила Немирича. Його син — Матвій Данилович (Данченко) (р. н. невід. — помер близько 1710) — військовий товариш Стародубського полку. Один із синів Матвія — Пилип Матвійович Н.-Д. (р. н. невід. — п. бл. 1737) — топальський сотник (1726—35) і другий стародубський полковий осавул (1735—37), а онуки — Гнат Микитович (бл. 1685—1748) — шептаківський сотник (1727) і другий стародубський полковий осавул (1737—48); Григорій Микитович (бл. 1705 — до 1783) — стародубський полковий хорунжий (1738—60); Іван Микитович (р. н. невід. — п. до 1764) — мглинський сотник (1738); Федір Семенович (р. н. невід. — п. до 1735) — стародубський полковий хорунжий (1720—34). Інші представники роду обіймали посади значкових товаришів, військових товаришів і бунчукових товаришів Стародубського полку.
З цього роду походять Василь Іванович (1844/45 (1848/49) —1936) — письменник, журналіст і мемуарист; Володимир Іванович (1858—1943) — видатний драматург, критик, педагог, режисер і театральний діяч, один із засновників Московського художнього театру, народний артист СРСР (1936), лауреат Державної премії СРСР (1942, 1943); Варвара Іванівна (1856—1901), актриса київського театру «Соловцов» та Георгій Володимирович (1889—1939) — письменник і публіцист російської еміграції.
До іншої гілки належав Андрій Опанасович (1836 — бл. 1910) — генерал-лейтенант (1899), помічник начальника штабу Київського військового округу (1890—91), нач. 3-ї стрілецької бригади (1891—99), київський комендант (1899—1903).
Рід внесено до 2-ї, 3-ї та 6-ї частин Родовідних книг Чернігівської, Катеринославської і Тульської губерній, а герб — до 11-ї частини «Общего гербовника дворянских родов Всероссийской империи».